# Euthalia gurda
Euthalia gurda är en fjärilsart som beskrevs av Hans Fruhstorfer 1906. Euthalia gurda ingår i släktet Euthalia och familjen praktfjärilar. Inga underarter finns listade i Catalogue of Life.